# جمشید قریب
جمشید قریب (۱۲۹۰–۱۳۷۸) دیپلمات ایرانی در دورهٔ پهلوی بود. او سال‌ها به عنوان سفیر کبیر ایران در کشورهای مصر، چکسلواکی، سوئیس، اسپانیا و ترکیه خدمت کرد.
او فرزند مترجم‌الممالک قریب بود. وی در سال ۱۲۹۰ در تهران متولد شد. جمشید قریب پس از اتمام تحصیلات ابتدایی و متوسطه وارد مدرسهٔ عالی حقوق و علوم سیاسی شد و دورهٔ سه سالهٔ مدرسهٔ مزبور را در علم حقوق به اتمام رسانید و در سال ۱۳۱۱ به استخدام وزارت امور خارجه درآمد. او مدتی در ادارات مختلف به کارآموزی و تجربه‌اندوزی پرداخت. اولین سمت خارج از کشور او، وابسته سفارت برلین بود. بعد در نمایندگی ژنو همان سمت را احراز کرد. مدتی در تهران منشی مخصوص وزارتی بود. آنگاه با سمت دبیراول به سفارت کبرای ایران در آنکارا تعیین گردید. مدتی نیز کاردار موقت بود تا به ریاست اداره تابعیت منصوب گردید. زمانی نیز سرپرستی دفتر شمس پهلوی را برعهده داشت. پس از آن به ریاست اداره اول سیاسی منصوب شد. مدتی هم سرکنسول در بصره بود و برای بار دوم به رایزنی در سفارت کبرای ترکیه با مقام وزیرمختاری تعیین گردید. دیگر مشاغل وی عبارتند از وزیر مختاری در ترکیه، عضویت شورای عالی سیاسی، ریاست تشریفات وزارت امور خارجه.
جمشید قریب در دی‌ماه ۱۳۳۷ به سمت سفیر کبیری ایران در مصر تعیین گردید. او در زمان قطع روابط سیاسی ایران و مصر در دوران ریاست جمهوری جمال عبدالناصر، از این کشور اخراج شد و به ایران بازگشت. ایران نیز متقابلاً سفیر مصر در ایران را اخراج کرد. قریب در شهریور ۱۳۴۰ به سمت وزیرمختار در کشور چکسلواکی تعیین گردید. در سال ۱۳۴۱ که سفارتخانه‌های ایران و چکسلواکی تبدیل به سفارت کبری شدند؛ در نتیجه قریب سفیرکبیر شد و پس از چندی به سفیرکبیری ایران در سوئیس تعیین شد. قریب از ۱۳۴۶ تا مهر ۱۳۵۰ سفارت کبرای ایران را در اسپانیا عهده‌دار بود و پس از آن به سفارت ایران در ترکیه منصوب گردید و قریب چهار سال در آن مأموریت بود و سرانجام بازنشسته شد و در خارج از کشور اقامت گزید. او سرانجام در سال ۱۳۷۸ در اروپا درگذشت.